# Coventry (Connecticut)
Pour les articles homonymes, voir Coventry (homonymie).
Coventry est une ville située dans le comté de Tolland dans l'État du Connecticut aux États-Unis.
Coventry devient une municipalité en 1740. L'Assemblée générale du Connecticut lui attribue ce nom en référence à la ville anglaise de Coventry.

## Démographie
Lors du recensement de 2010, la population de Coventry s'élevait à 12 435 habitants. La municipalité s'étend sur 38,24 milles carrés (99,04 km2), dont 37,57 milles carrés (97,31 km2) de terres.
| 1820  | 1850  | 1860  | 1870  | 1880  | 1890  |
| ----- | ----- | ----- | ----- | ----- | ----- |
| 2 058 | 1 984 | 2 085 | 2 657 | 2 043 | 1 875 |

| 1900  | 1910  | 1920  | 1930  | 1940  | 1950  |
| ----- | ----- | ----- | ----- | ----- | ----- |
| 1 632 | 1 606 | 1 582 | 1 554 | 2 102 | 4 043 |

| 1960  | 1970  | 1980  | 1990   | 2000   | 2010   |
| ----- | ----- | ----- | ------ | ------ | ------ |
| 6 356 | 8 140 | 8 895 | 10 063 | 11 504 | 12 435 |